# Casa de la Vila (Sant Hipòlit de Voltregà)
La Casa de la Vila és una obra de Sant Hipòlit de Voltregà (Osona) inclosa a l'Inventari del Patrimoni Arquitectònic de Catalunya.

## Descripció
Casa de planta rectangular i coberta a dues vessants, amb el carener perpendicular a la façana. Consta de planta baixa, primer pis i golfes.
El portal d'entrada és d'arc rebaixat i a la finestra de la part dreta hi ha una llinda amb la inscripció: BOTIGA DE LA	CONFRARIA DE S/ LLOR ENS 1627. I al mig de la inscripció hi ha el dibuix d'una graella. La resta d'obertures són allindanades.
És construïda amb pedra i arrebossada al damunt.

## Història
El municipi de Sant Hipòlit de Voltregà fou un dels nuclis que es va recuperar més fàcilment de la crisi demogràfica produïda per la pesta negra, ja que fou una època florent per a la indústria de la parairia, que fomentà la immigració de francesos i de gent de la pagesia. Aquest gremi s'agrupava a la confraria de Sant Llorenç. Aquesta casa fou seu del gremi, tal com s'indica a la llinda del portal a la part dreta de la façana.
Al segle xix, aquesta casa es convertí en Casa de la Vila, privilegi que encara vull manté.